# Centaurea peltieri
Centaurea peltieri — вид квіткових рослин родини айстрових (Asteraceae). Ендемік Марокко.

## Середовище
Населяє кам'янисті місцевості.

## Морфологічна характеристика
Це багаторічник 3–7 см заввишки, безстебловий. Листя в прикореневій розетці, ліроподібні, залозисто-запушені, 8 см, сегменти 1–5-парні, видовжено-овальні. Квіткова голова поодинока, сидяча в центрі розетки. Квіточки жовті. Період цвітіння: весна, початок літа.